# Савониха (Лебединский район)
Савониха (укр. Савониха) — село, Василевский сельский совет, Лебединский район,
Сумская область, Украина.
Село ликвидировано в 1988 году.

## Географическое положение
Село Савониха находится в урочище Савониха, в 0,5 км от села Померки.
По селу протекает пересыхающий ручей с запрудой.